# Gózd (gemeente)
De gemeente Gózd is een landgemeente in het Poolse woiwodschap Mazovië, in powiat Radomski.
De zetel van de gemeente is in Gózd.
Op 30 juni 2004 telde de gemeente 7929 inwoners.

## Oppervlakte gegevens
In 2002 bedroeg de totale oppervlakte van gemeente Gózd 77,76 km², waarvan:
- agrarisch gebied: 86%
- bossen: 8%

De gemeente beslaat 5,08% van de totale oppervlakte van de powiat.

## Demografie
Stand op 30 juni 2004:
| Omschrijving                   | Totaal | Totaal | Vrouwen | Vrouwen | Mannen | Mannen |
| ------------------------------ | ------ | ------ | ------- | ------- | ------ | ------ |
| eenheid                        | aantal | %      | aantal  | %       | aantal | %      |
| inwoners                       | 7929   | 100    | 3975    | 50,1    | 3954   | 49,9   |
| bevolkingsdichtheid (inw./km²) | 102    | 102    | 51,1    | 51,1    | 50,8   | 50,8   |

In 2002 bedroeg het gemiddelde inkomen per inwoner 1419,58 zł.

## Administratieve plaatsen (sołectwo)
Drożanki, Grzmucin, Gózd, Karszówka, Kiedrzyn, Klwatka Królewska, Kuczki-Kolonia, Kuczki-Wieś, Kłonów, Kłonówek, Lipiny, Małęczyn, Niemianowice, Piskornica, Podgóra, Wojsławice.

## Aangrenzende gemeenten
Jedlnia-Letnisko, Pionki, Radom, Skaryszew, Tczów, Zwoleń